# 伊恩·麥克法蘭

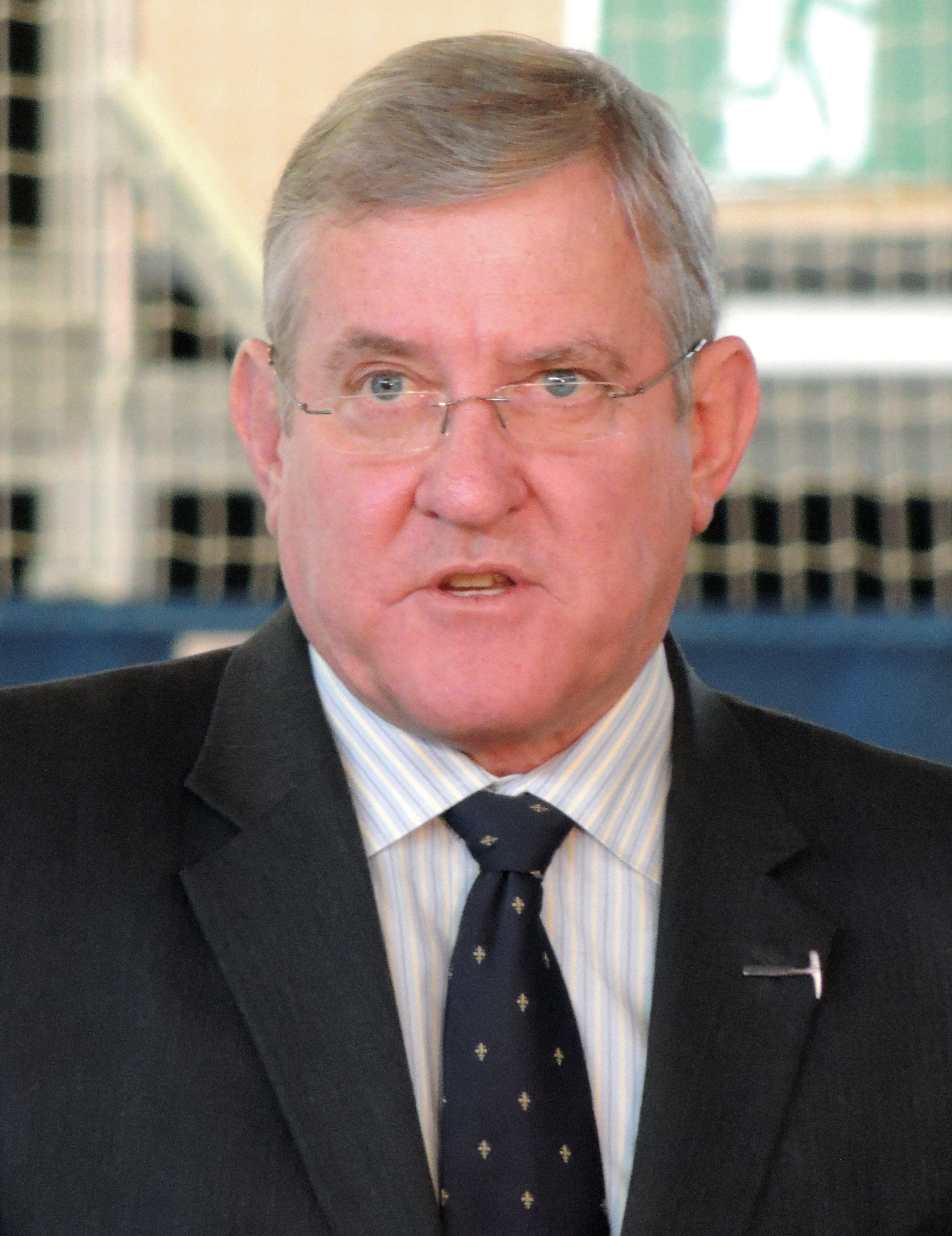

伊恩·埃爾金·麥克法蘭（英語：Ian Elgin Macfarlane；1955年4月5日—）是一位澳洲政治人物，他的黨籍是昆士蘭自由國家黨。自1998年至2016年，他是格魯姆選區選出的澳洲眾議院的議員。他曾經擔任澳洲工業、創新和科學大臣。